# Mariam Arçrouni
Pour les articles homonymes, voir Maryam (homonymie).
Mariam Arçrouni ou Maria de Vaspourakan est une fille de Sénéqérim-Hovhannès, roi de Vaspourakan, et de Kouschkousch Bagratouni, et la première femme de Georges Ier, roi de Géorgie. En tant que reine-mère, elle a été régente de Géorgie de 1027 à 1037 au nom de son fils Bagrat IV et impliquée dans la diplomatie avec l'empire byzantin. Sa dynastie sont les Arçrouni, remontant aux Orontides, devenue l'une des plus prestigieuses dynasties arméniennes au fil des siècles.

## Biographie
Elle est la première épouse du roi Georges Ier (1014-1027), mais semble avoir été répudiée pour que ce dernier puisse épouser Alda, fille du roi d'Alanie. Maria retrouve son importance après la mort de son mari et l'accession au trône de son fils Bagrat IV en 1027. Pendant la minorité de Bagrat, elle partage la régence avec les grands du royaume et particulièrement avec les ducs Liparit III Orbeliani et Ivane Abazasdze. Vers 1031-32, Mariam se rendit à Constantinople pour négocier avec le nouveau Basileus Romain III Argyre et revient avec un traité de paix, la dignité de curopalate et la main d'Hélène Argyre, nièce de Romain III, pour son fils.
Mariam continue de jouer un rôle éminent dans la politique de la Géorgie, même après la majorité de Bagrat. Les chroniques géorgiennes parlent d'Arméniens qui deviennent ses sujets en raison de son lignage, évènement qui est peut-être une allusion au contrôle d'Ani par les Géorgiens avant qu'elle ne soit finalement annexée par les Byzantins en 1045. Elles mentionnent également un différend entre Bagrat et sa mère à propos de l'avenir de Démétrius, demi-frère consanguin de Bagrat, qui trahit son frère en 1033 en livrant la forteresse d'Anacopia aux Byzantins. Mariam plaida pour la réconciliation entre les deux frères et tenta vainement de faire revenir le rebelle à une conduite loyale. Durant l'exil forcé de Bagrat à Byzance, Mariam l'accompagna et passa trois ans à la cour de l'empereur Constantin IX Monomaque.
Mariam s'est distinguée par ses dons à l'église et aux fondations monastiques, notamment à celui d'Iviron (Mont Athos). Ce monastère est connu pour sa correspondance avec l'éminent moine et érudit géorgien George l'Hagiorite sous les auspices duquel Mariam allait devenir religieuse. Selon la Vie de George l'Hagiorite, après le mariage de sa petite-fille Marie avec Michel VII Doukas (1065), Mariam se rend à Antioche, dans le but d'effectuer le pèlerinage à Jérusalem, emportant avec elle des messages pour le gouverneur et le patriarche d'Antioche. Ceux-ci dissuadèrent la reine de traverser les terres sarrasines qui tenaient Jerusalem.
La mort de Mariam n'est pas mentionnée dans les chroniques, on sait qu'elle était présente à la mort de Bagrat IV, en 1072. Elle est certainement morte en 1103, comme indiqué dans les registres de l'église géorgienne à Ruis [i] Urbnisi.